# Rijekas järnvägsstation
Rijekas järnvägsstation (kroatiska: Željeznički kolodvor Rijeka) är en järnvägsstation i Rijeka i Kroatien. Den är belägen i stadens centrala delar, vid Kung Tomislavs torg (Trg Kralja Tomislava)/Krešimirgatan (Krešimirova ulica) i närheten av hamnen. Från stationen utgår trafik österut mot Zagreb och norrut mot Pivka. 

## Historia
Sedan Rijeka i samband med den österrikisk-ungerska kompromissen 1867 knutits till den ungerska rikshalvan inom Österrike-Ungern påbörjade den ungerska administrationen utbyggnaden av järnvägen Rijeka-Karlovac. Järnvägsstreckningen öppnades för trafik den 23 oktober 1873. Det skulle dock dröja 15 år innan Rijeka fick en stationsbyggnad. Fram till dess skulle all persontrafik från staden utgå från en i trä uppförd barack.
1889 påbörjades byggnationen av den nya stationsbyggnaden enligt ritningar av den ungerska arkitekten Ferenc Pfaff. Pfaff var en välrenommerad arkitekt anställd av det statliga ungerska järnvägsbolaget och stod bakom flera stationshus i den ungerska rikshalvan, däribland Zagrebs centralstation. Den nya byggnaden invigdes den 2 januari 1891.

## Arkitektur
Stationsbyggnaden är uppförd i nyklassicistisk stil och den paviljongliknande huvudbyggnaden har två flyglar, en på vardera sidan.